# Atommüllproblematik der russischen Marine
Die Atommüllproblematik der russischen Marine entsteht durch den Betrieb, Stilllegung und Abwrackung von atomreaktorgetriebenen Schiffen, darunter auch U-Booten. Eine Lösung, hochradioaktiven Abfall langfristig sicher zu entsorgen, kennt man noch nicht.

## Marine

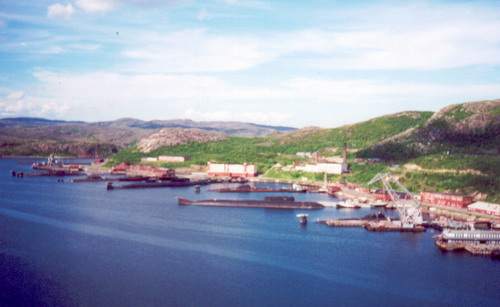
Saosjorsk

Die russische Marine ging aus der sowjetischen Marine hervor und übernahm auch weitgehend deren Gliederung. Insbesondere die Nordflotte und die Pazifikflotte verfügen über nuklear angetriebene Schiffe. Als erstes atomreaktorgetriebenes U-Boot wurde 1958 die K-3 Leninski Komsomol in Dienst gestellt.
Von 1955 bis zur Auflösung der UdSSR im Jahr 1991 wurden 240 Atom-U-Boote mit Nuklearantrieb hergestellt. Davon waren im Frühjahr 2010 noch etwa 40 in der russischen Flotte in Betrieb. Ihre Marinestützpunkte haben die Schiffe unter anderem im Polarmeer (Gadschijewo, Bolschaja Lopatka, Malaja Lopatka, Nerpitschja, Poljarny usw.) und im Pazifik (Pawlowski-Bucht usw.).
Erst nach der Auflösung der Sowjetunion 1991 wurde der Öffentlichkeit bekannt, dass die Nordmeerflotte ausrangierte Atom-U-Boote versenkt sowie Atommüll im Meer verklappt hat. Wichtige Informationen zu der Problematik lieferten der frühere Konteradmiral Nikolai Mormul, der 1983 wegen seiner internen Kritik an dieser Praxis degradiert und inhaftiert worden war, sowie der frühere Marineoffizier Alexander Nikitin, den der Inlandsgeheimdienst FSB wegen seiner Zusammenarbeit mit der norwegischen Umweltgruppe Bellona verhaftete.

## Versenken und Sinken

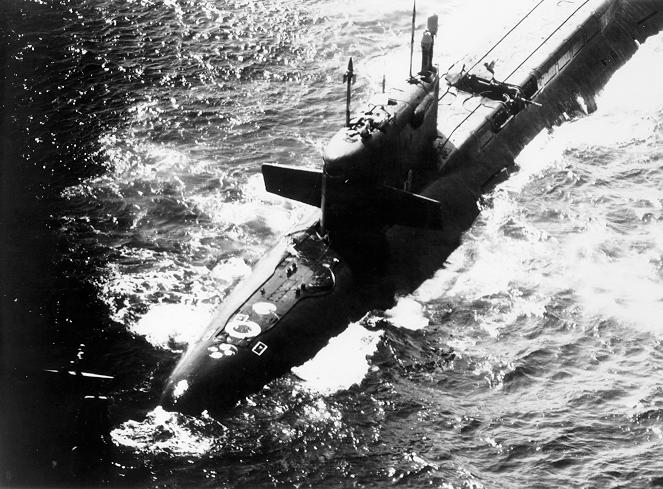
Von Explosion beschädigtes Raketensilo der K-219

Viele außer Dienst gestellte Schiffe lässt man zunächst in den Marinestützpunkten liegen. In der Sajda-Bucht lagen im Jahre 2000 etwa 120 ausgemusterte Atom-U-Boote vertäut.
Brennstäbe und Ähnliches aus dem Betrieb und aus der Entsorgung werden in einer Reihe von Anlagen zwischengelagert (Andrejewa-Bucht usw.).
Der Jablokow-Report von 1993 von Alexei Wladimirowitsch Jablokow wies aus, dass die Sowjetunion zu diesem Zeitpunkt Müll mit einer radioaktiven Aktivität von insgesamt 2,4 Millionen Curie (89 PBq = Billiarden = 1015 Becquerel) versenkt hatte, darunter 18 Reaktoren aus U-Booten bzw. aus einem Eisbrecher:
- 16 Reaktoren in die Karasee, davon noch sechs bestückt
- 2 Reaktoren in das Japanische Meer

Der Bericht enthielt eine Reihe von weiteren Beispielen.
Neben der Entsorgungsproblematik gibt es auch Probleme durch Unfälle:
- 1986 sank die atomreaktorgetriebene K-219 mit Reaktoren und 30 Atomsprengköpfen auf den Meeresgrund.
- 1989 sank die atomgetriebene K-278 Komsomolez, von den Sprengköpfen fand man Spuren von Plutonium freigesetzt.
- 2003 sank die K-159 mit zwei stillgelegten Atomreaktoren.

## Problematik
Der entlassene Admiral Mormul hatte besonders auf die Kontaminierung des Meeres um die Doppelinsel Nowaja Semlja hingewiesen. Auch wurde bekannt, dass die Motowski-Bucht durch Radioaktivität spürbar belastet ist.
Das Magazin Report Mainz berichtete Ende September 2012, dass Beamte des russischen Umweltministeriums eine nicht kontrollierbare Kettenreaktion in der K-27 erwarten, bei denen die Brennstäbe zerstört werden und den Kernbrennstoff freigeben. Laut einem nicht veröffentlichten Entwurf für einen Staatsratsbericht muss die K-27 bis 2014 gehoben werden, um dieses Szenario zu vermeiden. Auch die K-159 muss demnach bis 2014 gehoben werden, da ihre Schutzbarrieren nicht ausreichen.
Laut dem Staatlichen Russischen Instituts für Strahlenschutz (IBRAE) entweichen aus der K-27 seit ihrem Untergang jährlich 851 Millionen Becquerel Radioaktivität. Unterwasseraufnahmen zeigen, dass die Schiffe Löcher haben.

## Lösungsversuche
Die G8-Staaten verabschiedeten auf dem Gipfel 2002 ein 20-Milliarden-Dollar-Programm gegen die Verbreitung von Massenvernichtungswaffen und -materialien. Der größte Teil davon fließt nach Russland.
In der Sajda-Bucht entstand 2006 unter Beteiligung der G8 ein Langzeitzwischenlager für Atommüll der Nordflotte.
Ab 2014 sollen die radioaktiven Abfälle zur Anlage Majak transportiert werden.
Trotz der Bemühungen der letzten Jahre liegen noch immer alte Reaktorsektionen (Abschnitte von Schiffsrümpfen) von ausgemusterten U-Booten in den russischen Häfen.
Beispielsweise:
- auf der Kola-Halbinsel (Nordflotte): 69° 14′ 49,9″ N, 33° 14′ 48,1″ O
- in der Awatscha-Bucht (Pazifikflotte): 52° 53′ 42,7″ N, 158° 26′ 15,3″ O
- in der Nähe von Wladiwostok (Pazifikflotte): 42° 54′ 14,8″ N, 132° 21′ 16,1″ O, rund 300 m südöstlich ist ein ähnliches Zwischenlager wie jenes der Sajda-Bucht im Bau (seit ca. 2005, Betonfläche und Gebäude mit rotem Dach)

Nach Angaben der Bellona Foundation bekam die Bergung der beiden versenkten U-Boote sowie des weiteren Atommülls im Bereich der Arktis bei der russischen Regierung vor allem aufgrund der Pläne zur Exploration arktischer Erdgas- und Erdölvorkommen und der Gefahr, die durch die Reaktoren und Atommüllvorkommen ausgeht, in den letzten Jahren eine höhere Priorität und führte zum Plan der vollständigen Entfernung durch die Föderale Agentur für Atomenergie Russlands (Rosatom). Speziell im Fall der K-27 wird dabei befürchtet, dass es bei der Bergung zu einer unkontrollierten Kettenreaktion und einer Explosion kommen könnte. Im Januar 2016 wurde angekündigt, dass das in Italien hergestellte Bergungsschiff Itarus für die Bergung der U-Boote und der Atommüllcontainer genutzt werden soll.